# Kayshon Boutte
Kayshon Boutte (New Iberia, 7 maggio 2002) è un giocatore di football americano statunitense che milita nel ruolo di wide receiver per i New England Patriots della National Football League (NFL).

## Carriera

### New England Patriots
Al college Boutte giocò a football a LSU. Fu scelto nel corso del sesto giro (187º assoluto) del Draft NFL 2023 dai New England Patriots. Debuttò come professionista subentrando nella gara del primo turno contro i Philadelphia Eagles. Nella settimana 10 ricevette il primo passaggio da 11 yard contro gli Indianapolis Colts. La sua prima stagione si chiuse con 2 ricezioni per 19 yard in 5 presenze, nessuna delle quali come titolare.
Nell'ultimo turno della stagione 2024, Boutte ricevette 7 passaggi per 117 yard e un touchdown nella vittoria sui Buffalo Bills.